# Karcag
Karcag (anciennement Karczagujszállás (en hongrois új (prononcé : [uːj] nouvel) et (szállás prononcé : [saːllaːʃ] hébergement), Kardszag, Karczag) est une ville et une commune du comté de  de Jász-Nagykun-Szolnok en Hongrie , au centre du district de Karcag, la plus grande agglomération  de la région géographique, historique et ethnographique de la Grande Coumanie (en hongrois Nagykunság). 

## Jumelages
La ville de  est jumelée avec :
- Cristuru Secuiesc (Roumanie) depuis 1990
- Stara Moravica (Serbie) depuis 1994
- Moldava nad Bodvou (Slovaquie) depuis 1998
- Merke (Kazakhstan) depuis 1998
- Schwarzheide (Allemagne) depuis 2002
- Longueau (France) depuis 2004
- Krosno Odrzańskie (Pologne) depuis 2004
- Kunszentmiklós (Hongrie) depuis septembre 2009